# Puchar Kontynentalny w kombinacji norweskiej 2002/2003
Sezon 2002/2003 Pucharu Kontynentalnego w kombinacji norweskiej rozpoczął się 13 grudnia 2002 w amerykańskim Steamboat Springs, zaś ostatnie zawody z tego cyklu odbyły się 16 marca 2003 w norweskiej miejscowości Stryn. W kalendarzu znalazło się osiemnaście konkursów, w tym dziewięć sprintów, dwa starty masowe, pięć metodą Gundersena i dwa konkursy drużynowe.
Pierwotnie cykl ten nosił nazwę Pucharu Świata B, jednak w 2008 roku zmieniono ją na Puchar Kontynentalny. Tytułu najlepszego zawodnika bronił Norweg Sverre Rotevatn. W sezonie tym najlepszy okazał się jego rodak Magnus Moan.

## Kalendarz i wyniki
| Lp  | Data             | Miejscowość       | Konkurencja              | 1. miejsce                                                         | 2. miejsce                                                 | 3. miejsce                                                      |
| --- | ---------------- | ----------------- | ------------------------ | ------------------------------------------------------------------ | ---------------------------------------------------------- | --------------------------------------------------------------- |
| 1.  | 13 grudnia 2002  | Steamboat Springs | Sprint K114/7,5 km       | Kenneth Braaten                                                    | Magnus Moan                                                | Aleksiej Barannikow                                             |
| 2.  | 14 grudnia 2002  | Steamboat Springs | Sprint K114/7,5 km       | Kenneth Braaten                                                    | Christian Beetz                                            | Andrej Jezeršek                                                 |
| 3.  | 15 grudnia 2002  | Steamboat Springs | Gundersen K114/15 km     | Kenneth Braaten                                                    | Andrej Jezeršek                                            | Magnus Moan                                                     |
| 4.  | 19 grudnia 2002  | Park City         | Sprint K120/7,5 km       | Kenneth Braaten                                                    | Håvard Klemetsen                                           | Marc Frey                                                       |
| 5.  | 20 grudnia 2002  | Park City         | Gundersen K90/15 km      | Bernhard Gruber                                                    | Kenneth Braaten                                            | Magnus Moan                                                     |
| 6.  | 7 stycznia 2003  | Štrbské Pleso     | Sprint K90/7,5 km        | Frédéric Baud                                                      | Sverre Rotevatn                                            | Stephan Münchmeyer                                              |
| 7.  | 8 stycznia 2003  | Štrbské Pleso     | Start masowy K90/10 km   | Mathieu Martinez                                                   | Lars Andreas Østvik                                        | Andrej Jezeršek                                                 |
| 8.  | 11 stycznia 2003 | Zakopane          | Start Masowy K120/3x5 km | Niemcy I Andreas Langer · Stephan Münchmeyer · Christian Bruder    | Czechy Tomáš Slavík · Pavel Churavý · Patrik Chlum         | Stany Zjednoczone Nathan Gerhart · Jed Hinkley · Carl Van Loan  |
| 9.  | 12 stycznia 2003 | Zakopane          | Gundersen K120/15 km     | Lars Andreas Østvik                                                | Carl Van Loan                                              | Tambet Pikkor                                                   |
| 10. | 15 stycznia 2003 | Harrachov         | Start Masowy K90/10 km   | Lars Andreas Østvik                                                | Mathieu Martinez                                           | Mikko Keskinarkaus                                              |
| 11. | 19 stycznia 2003 | Oberwiesenthal    | Sprint K95/7,5 km        | Frédéric Baud                                                      | Andreas Hurschler                                          | Stephan Münchmeyer                                              |
| 12. | 22 stycznia 2003 | Klingenthal       | Gundersen K80/15 km      | Kevin Arnould                                                      | Mathieu Martinez                                           | Sverre Rotevatn                                                 |
| 13. | 23 stycznia 2003 | Klingenthal       | Sprint K80/7,5 km        | Mikko Keskinarkaus                                                 | Sverre Rotevatn                                            | Mathieu Martinez                                                |
| 14. | 7 marca 2003     | Ruka              | Sprint K120/7,5 km       | Tino Edelmann                                                      | Andreas Hartmann                                           | Håvard Klemetsen                                                |
| 15. | 11 marca 2003    | Trondheim         | Sprint K120/7,5 km       | Magnus Moan                                                        | Jan Schmid                                                 | Benjamin Kreiner                                                |
| 16. | 12 marca 2003    | Trondheim         | Sprint K120/7,5 km       | Tino Edelmann                                                      | Matthias Mehringer                                         | Benjamin Kreiner                                                |
| 17. | 15 marca 2003    | Stryn             | Gundersen K90/15 km      | Matthias Mehringer                                                 | Jon-Richard Rundsveen                                      | Magnus Moan                                                     |
| 18. | 16 marca 2003    | Stryn             | Start Masowy K90/3x5 km  | Norwegia IV Jon-Richard Rundsveen · Magnus Moan · Håvard Klemetsen | Austria I Guido Scheiber · Benjamin Kreiner · Stefan Knabl | Szwajcaria II Andreas Hartmann · Lucas Vonlanthen · Ivan Rieder |

## Klasyfikacje
| Lp. | Zawodnik           | Punkty |
| 1.  | Magnus Moan        | 136    |
| 2.  | Matthias Mehringer | 97     |
| 3.  | Marc Frey          | 95     |
| 4.  | Antti Kuisma       | 89     |
| 5.  | Håvard Klemetsen   | 88     |
| 6.  | Christoph Eugen    | 71     |
| 7.  | Tino Edelmann      | 67     |
| 8.  | Jan Schmid         | 66     |
| 9.  | Benjamin Kreiner   | 65     |
| 10. | Andreas Hartmann   | 63     |
| 10. | Tambet Pikkor      | 63     |